# Saint-Brieuc-de-Mauron
Saint-Brieuc-de-Mauron é uma comuna francesa na região administrativa da Bretanha, no departamento Morbihan. Estende-se por uma área de 14,61 km². Em 2010 a comuna tinha 328 habitantes (densidade: 22,5 hab./km²).